# 田中美緒 (キャスター)
田中 美緒（たなか みお）は、福岡放送（FBS）の報道部記者、NEWSめんたいPlusのフィールドキャスター。

## 経歴など
- 2015年より、NEWSめんたいPlusのフィールドキャスター就任[2]。
- 2015年時点で26歳。入社4年目。と公表される[1]。
- 現在の業務について、『ニュースを1から制作。ドキュメンタリー番組のディレクターになることも』ということで、ニュースを１から作っている[1]、という。そこでは、取材（警察などへ足を運ぶ、何時間も現場で待つ、対象者の話を聴く、自分で撮影）、原稿、編集、スイッチング、レポート。で、出来上がるニュースの長さは１分程度。
- 入社2年目のときに、女子短大のプロレスサークルに所属する女性に密着した際、先輩より「取材しようとせずに1人の人としてじっくり話して」とのアドバイスをもらい、会話を意識して取材したら成功した、とのこと。その取材の後、短大卒業後に本物のプロレスラーになったことが印象的だった[1]。
- 就職活動を始めて1年目は全国津々浦々受験したが惨敗だった。翌年にFBSに採用された[1]。

## 過去の出演番組
FBS福岡放送
- NEWSめんたいPlus